# Edgardo Néstor Calvi
Edgardo Néstor Calvi (¿ - 2013), militar argentino que ejerció altos cargos durante la dictadura del Proceso de Reorganización Nacional.

## Biografía
En diciembre de 1977, el entonces coronel Calvi asumió la titularidad del Comando de Remonta y Veterinaria.
Hacia 1979, era comandante de la I Brigada de Caballería Blindada. Como tal fue responsable de la Subzona 12 (1/12) de la Zona 1.
Entre enero y diciembre de 1981, siendo ya general de brigada, se desempeñó como subjefe del Estado Mayor General del Ejército.
Fue comandante de Institutos Militares entre el 4 de diciembre de 1981 y el 8 de octubre de 1982, teniendo a su cargo la Zona de Defensa IV.
Durante la guerra de las Malvinas, Calvi recriminó a Galtieri no haber consultado con los generales la toma de decisiones políticas. Tras la rendición argentina en las Malvinas del 14 de junio de 1982, Calvi llamó a Galtieri a dimitir como presidente de la Nación y comandante en jefe del Ejército, juntamente con Llamil Reston y Horacio José Varela Ortiz. Galtieri renunció el 18 de junio de 1982. Posteriormente, el titular de Institutos Militares presidió una comisión de generales cuyo objeto fue investigar el desempeño de su fuerza en Malvinas.
Eventualmente, participó de la reunión de los mandos altos del Ejército para designar al nuevo presidente, donde resultó elegido Reynaldo Bignone.
Fue uno de los militares que apoyaba la creación de un tratado del Atlántico Sur, entre la Argentina y la Sudáfrica del apartheid.
Hacia las postrimerías de la dictadura, fue jefe del Estado Mayor General del Ejército.
El 18 de febrero de 1983, compareció ante la comisión que luego redactó el Informe Rattenbach.
En noviembre de 1983, como jefe del Estado Mayor, ordenó eliminar todos los documentos relacionados con el terrorismo de Estado.